# Hermann Roemer

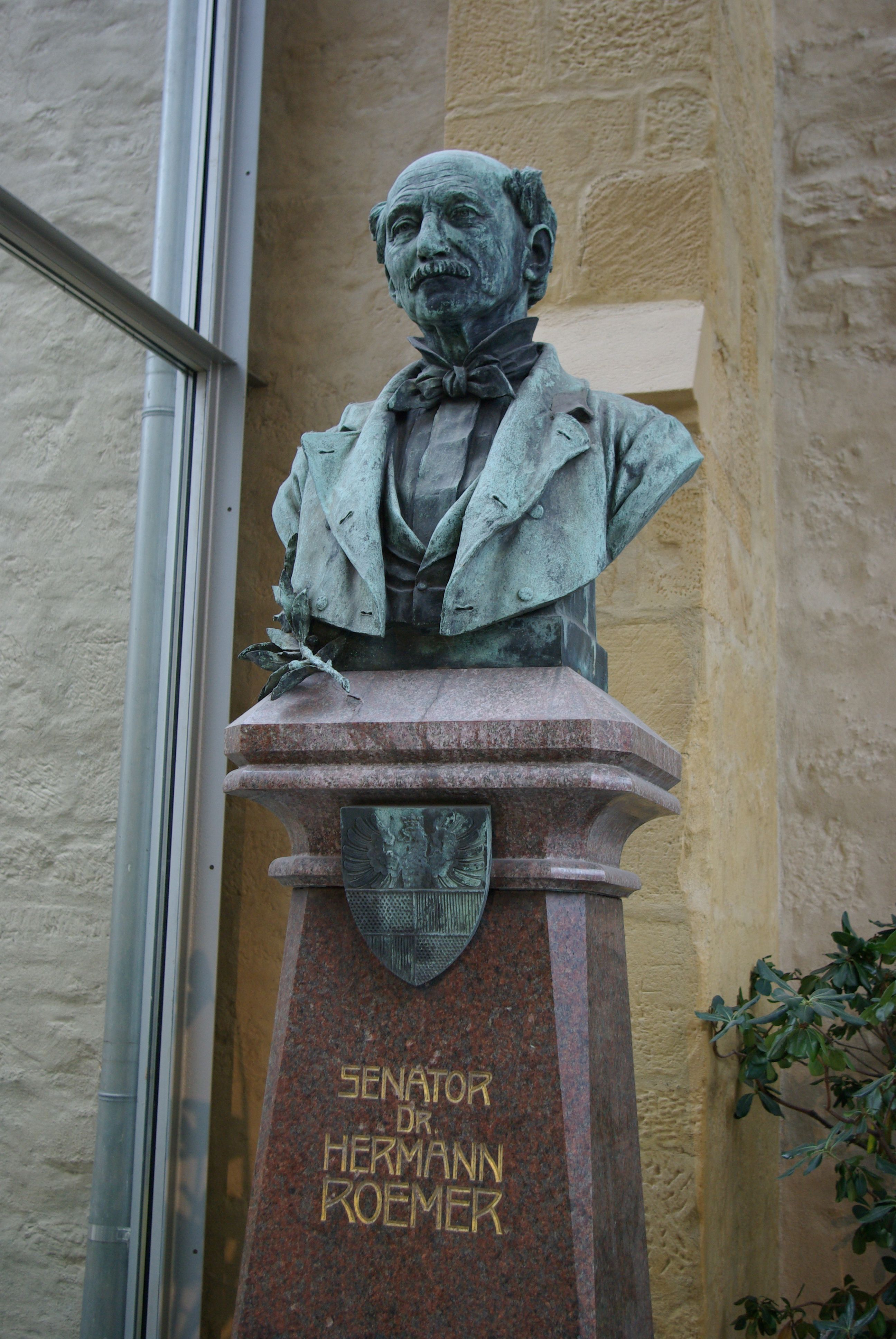
Hermann Roemer im Roemer- und Pelizaeus-Museum

Hermann Roemer

Georg Carl Hermann Roemer (* 4. Januar 1816  in Hildesheim; † 24. Februar 1894 ebenda) war ein deutscher Politiker.

## Leben
Der Sohn des Justizrates Christian Friedrich Roemer (1776–1821) und der Charlotte Wilhelmine Lüntzel (1786–1843) studierte von 1836 bis 1839 Jura und Geologie in Göttingen und Heidelberg; bekam 1840 eine Stelle am Stadtgericht in Hildesheim und stieg 1849 zum Assessor auf. Im November 1852 wurde Hermann Roemer Senator im Magistrat der Stadt Hildesheim. Das 1844 gegründete Roemer- und Pelizaeus-Museum in Hildesheim trägt bis heute seinen Namen, da er entscheidend an seiner Gründung mitwirkte. Von 1867 bis 1890 war er nationalliberales Mitglied des Konstituierenden Reichstags, des Reichstags des Norddeutschen Bunds bzw. des Deutschen Reichstags, ab 1881 für den Reichstagswahlkreis Herzogtum Braunschweig 2. Er war Mitglied der Gesellschaft Deutscher Naturforscher und Ärzte. Mit seiner Pensionierung 1882 erhielt er die Ehrendoktorwürde der Universität Göttingen und die Ehrenbürgerschaft der Stadt Hildesheim.

## Zitat
„Es gibt keine liebenswertere Stadt als Hildesheim, und nichts ist ehrenvoller, als ihr zu dienen.“

## Familie
Auch sein ältester Bruder, Friedrich Adolph Roemer (1810–1869) war Jurist und Naturwissenschaftler (Geologe, Botaniker), Direktor der Bergakademie Clausthal; ebenso der jüngere Bruder Ferdinand von Roemer (1818–1891), der Geheime Bergrat.